# Új-Zélandon történt légi közlekedési balesetek listája
Az Új-Zélandon történt légi közlekedési balesetek listája mind a halálos áldozattal járó, mind pedig a kisebb balesetek, meghibásodások miatt történt, gyakran csak az adott légiforgalmi járművet érintő baleseteket is tartalmazza évenkénti bontásban.

## Új-Zélandon történt légi közlekedési balesetek

### 2011
- 2011. november 30., Karikari-félsziget, Északi-sziget. Egy tűzoltósági Squirrel típusú helikopter lezuhant. A gép 2 fős személyzete, John de Ridder pilóta és William Macrae életüket vesztették.[1]

### 2018
- 2018. január 1. 12:20 (helyi idő szerint), Dargaville, Pouto-félsziget, Kaipara kerület, Northland. A Whangarei repülőtérről felszállt egy Van's RV 7 típusú repülőgép, majd Te Kopuru településtől délre a földbe csapódott. A repülő pilótája és utasa a balesetben életét vesztette.[2]
- 2018. december 17. 15:20 körül (helyi idő szerint), Kaitoke Estuary, Whanganui közelében. Egy civil építésű Van's-RV 4 típusú (lajstromjele: ZK-JRX) repülőgép lezuhant. A gépen egy 64 és egy 33 éves férfi utazott. Mindketten életüket vesztették.[3][4]